# Fère-champenoise-i csata
A  fère-champenoise-i csata (ejtsd: fersampenuaz) 1814. március 25-én zajlott le a Mortier és Marmont marsallok vezette francia és a Karl Philipp zu Schwarzenberg herceg parancsnoksága alatt álló hatodik koalíció haderői között, és a szövetségesek győzelmével végződött. (Más források szerint a szövetséges hadseregeket Konsztantyin Pavlovics nagyherceg, Illarion Vasziljevics Vaszilcsikov orosz tábornok, Vilmos württembergi trónörökös herceg és Nostitz porosz tábornok vezették.)

## Előzmények
1814-ben a helyzet Franciaországban Napóleon császár számára drámaivá vált. A Grande Armée-ből már csak a töredéke maradt meg, a fiatalon besorozott újoncok, a „Mária-Lujzák” bátorsága sem ellensúlyozhatta a szövetségesek óriási számbeli fölényét.
A francia császár sorsát tekintve a szövetségesek eltökéltek voltak. 1814. március 9-én Chaumont-ban egyezményt kötöttek, amelyben leszögezték, hogy „nem folytatnak különtárgyalásokat az ellenséggel”. Caulaincourt-ban a tárgyalásokon határozottan kiálltak amellett, hogy Franciaország veszítse el természetes határait, például a Rajnát, és a harcot mindaddig nem fejezik be, amíg Franciaország, és különösen Napóleon császár teljes vereséget nem szenved.
A francia császár eközben macska–egér játékot játszott a nála sokkal nagyobb létszámú szövetséges erőkkel, hol itt bukkant fel, hol ott, megpróbálta egymástól a két nagy sereget elvágni, de ez nem sikerült neki.
Marmont és Mortier március 21-én két hadoszloppal megpróbálták utolérni a császárt Vitry-le-François-nál, de Yorck lovassága tartalékukban maradt. Épernay elestének hírére egy 30 kilométeres kitérő utat tettek dél felé. Március 22-én visszatértek Champaubert-be, ahol néhány héttel korábban a császár legyőzte a kozákokat (lásd: champaubert-i csata), folytatták az útjukat Châlons-en-Champagne-ba, ezen kívül 5000 emberük volt Sézanne-ban  4500 Montereau-Fault-Yonne-ban és Auxerre-ben is.
Március 24-én Soudé-Sainte-Croix-nál beleütköztek a hatalmas szövetséges erőkbe.

## A csata

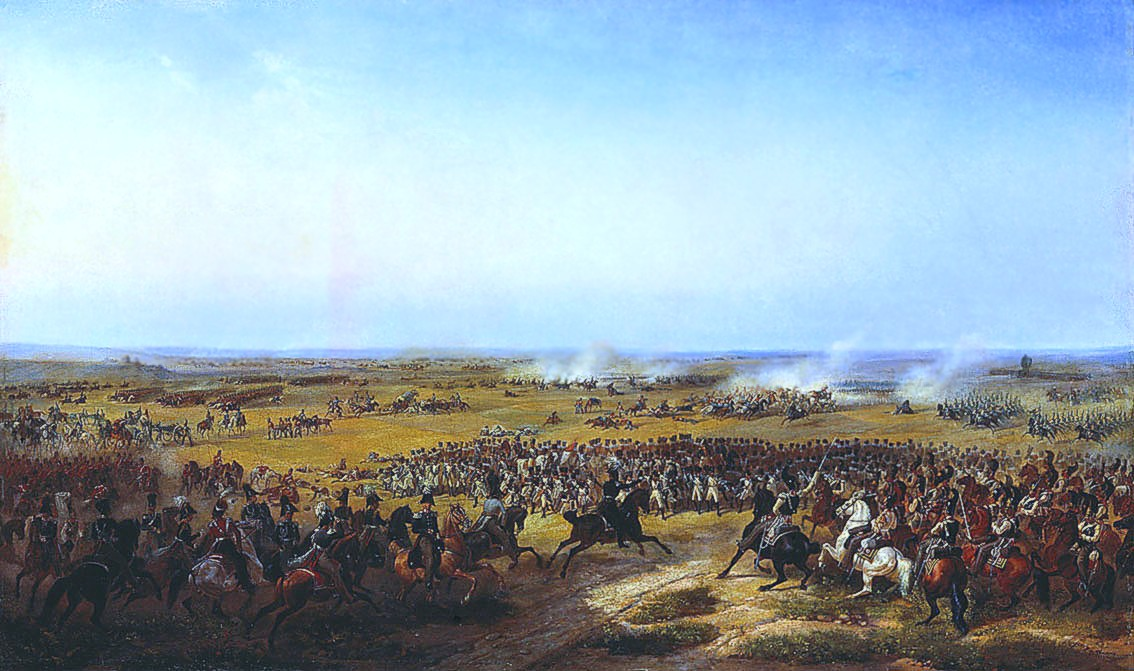
Vaszilij Fedorovics Timm (Василий Федорович Тимм): A fère-champenoise-i csata

Március 25-én a 200 000 szövetséges katona egy tömegben megindult Párizs felé, ezt Napóleon nem hagyhatta annak ellenére, hogy maga csak 10 000 emberrel rendelkezett. A szövetségesek előőrsei ráakadtak Mortier és Marmont seregeire, akik Fère-Champenoise előtt álltak. Hála néhány francia egység önfeláldozásának, a két hadosztály először visszatért Sommesous-ból. A francia gyalogság egész délelőtt négyszöget formált, és lassan elakadt, a tüzérségük végig támogatta manővereiket, folyamatosan lőtte a szövetséges lovasságot, amely újabb és újabb erősítéseket kapott.
Délben a gyalogság egyszerű védelmi pozíciót vett fel Connantray és Vassimont közötti magaslatokon. A lovasság megpróbálta visszanyomni a szövetségesek körülzárásra készülő egységeit. Ekkor azonban heves zivatar tört ki, ami jégesővé erősödött, és lefékezte a támadókat. A seregeket félig-meddig átszervezték Connantray-be. A kozákoktól szorongatott menekülő franciák tömege Sézanne felé hátrált, 4500 embert veszítve ezen a napon.

## Következmények
Amey és Pacthod  egységei is fogságba estek, a franciák vesztesége összesen 10 000 hadifogoly, 80 ágyú és 250 hadiszállító kocsi lett. Marmont és Mortier seregének maradványai és a szétszóródott egyéb francia erők tízezres erőként újraszerveződve megpróbálták Párizs védelmét ellátni. Mortier útra parancsolta a tízezer embert, akik csatlakozva Napóleon erőihez Fontainebleau-nál fogságba estek.
Oroszországban, a cseljabinszki kerületben egy községet a fère-champenoise-i orosz győzelem emlékére Fersampenuaznak (oroszul: Фершампенуаз) neveztek el.

## Fordítás
- Ez a szócikk részben vagy egészben  a   Bataille de Fère-Champenoise (1814) című francia Wikipédia-szócikk fordításán alapul.  Az eredeti cikk szerkesztőit annak laptörténete sorolja fel. Ez a jelzés csupán a megfogalmazás eredetét és a szerzői jogokat jelzi, nem szolgál a cikkben szereplő információk forrásmegjelöléseként.